# 1-hidroksi-2-naftoat 1,2-dioksigenaza
1-hidroksi-2-naftoat 1,2-dioksigenaza (EC 1.13.11.38, 1-hidroksi-2-naftoatna dioksigenaza, 1-hidroksi-2-naftoat-degradirajući enzim, dioksigenaza 1-hidroksi-2-naftoinske kiseline) je enzim sa sistematskim imenom 1-hidroksi-2-naftoat:kiseonik 1,2-oksidoreduktaza (deciklizacija). Ovaj enzim katalizuje sledeću hemijsku reakciju:
1-hidroksi-2-naftoat + O2 {\displaystyle \rightleftharpoons } (3Z)-4-(2-karboksifenil)-2-oksobut-3-enoat
Ovaj enzim sadrži gvožđe. On zajedno sa enzimom EC 4.1.2.34, 4-(2-karboksifenil)-2-oksobut-3-enoat aldolazom, učestvuje u metabolizmu fenantrena u bakterijama.

## Literatura
- Nicholas C. Price; Lewis Stevens (1999). Fundamentals of Enzymology: The Cell and Molecular Biology of Catalytic Proteins (Third изд.). USA: Oxford University Press. ISBN 019850229X.
- Eric J. Toone (2006). Advances in Enzymology and Related Areas of Molecular Biology, Protein Evolution (Volume 75 изд.). Wiley-Interscience. ISBN 0471205036.
- Branden C; Tooze J. Introduction to Protein Structure. New York, NY: Garland Publishing. ISBN 0-8153-2305-0.
- Irwin H. Segel. Enzyme Kinetics: Behavior and Analysis of Rapid Equilibrium and Steady-State Enzyme Systems (Book 44 изд.). Wiley Classics Library. ISBN 0471303097.

## Spoljašnje veze
- 1-hydroxy-2-naphthoate+1,2-dioxygenase на 